# Station Dellach im Drautal
Station Dellach im Drautal is een spoorwegstation aan de Drautalspoorlijn in de gemeente Dellach im Drautal (Oostenrijk-Karinthië).